# Zdeněk Šreiner
Zdeněk Šreiner (2. června 1954 – 28. listopadu 2017) byl český fotbalista, záložník, reprezentant Československa, držitel zlaté medaile z olympijských her v Moskvě roku 1980.

## Fotbalová kariéra
Za československou reprezentaci odehrál v letech 1980–1984 šest utkání. V lize odehrál 291 utkání a dal 33 gólů. Hrál za Baník Ostrava (1976–1987), svou kariéru končil v nižších soutěžích v zahraničí (francouzský AS Beauvais, rakouský VSE St. Pölten). S Baníkem se stal dvakrát mistrem ligy (1980, 1981) a roku 1978 vyhrál Československý pohár. Na olympiádě v Moskvě vstřelil gól v semifinále s Jugoslávií, celkem za olympijský výběr nastoupil v 9 utkáních, za reprezentační B-tým nastoupil ve 2 utkáních a dal 1 gól. V Poháru mistrů evropských zemí nastoupil v 10 utkáních a dal 1 gól, v Poháru vítězů pohárů nastoupil v 8 utkáních a v Poháru UEFA nastoupil ve 14 utkáních a dal 3 góly.

## Prvoligová bilance
| Ročník          | Zápasy | Góly | Minuty | Klub                 |
| --------------- | ------ | ---- | ------ | -------------------- |
| I. liga 1976/77 | 10     | 2    | –      | TJ Baník OKD Ostrava |
| I. liga 1977/78 | 22     | 4    | –      | TJ Baník OKD Ostrava |
| I. liga 1978/79 | 30     | 5    | –      | TJ Baník OKD Ostrava |
| I. liga 1979/80 | 30     | 4    | –      | TJ Baník OKD Ostrava |
| I. liga 1980/81 | 28     | 3    | –      | TJ Baník OKD Ostrava |
| I. liga 1981/82 | 29     | 4    | –      | TJ Baník OKD Ostrava |
| I. liga 1982/83 | 27     | 1    | –      | TJ Baník OKD Ostrava |
| I. liga 1983/84 | 28     | 3    | –      | TJ Baník OKD Ostrava |
| I. liga 1984/85 | 30     | 2    | –      | TJ Baník OKD Ostrava |
| I. liga 1985/86 | 29     | 3    | –      | TJ Baník OKD Ostrava |
| I. liga 1986/87 | 28     | 2    | –      | TJ Baník OKD Ostrava |
| CELKEM I. LIGA  | 291    | 33   | –      |                      |